# Захарченко Олександр Володимирович
Олекса́ндр Володи́мирович Заха́рченко (рос. Александр Владимирович Захарченко; 26 червня 1976, Донецьк, Українська РСР — 31 серпня 2018, Донецьк, Україна) — український колабораціоніст із Росією, ватажок і голова ради міністрів терористичного угруповання Донецька Народна Республіка у 2014—2018 роках. В Україні визнаний терористом.
Загинув внаслідок вибуху в донецькому ресторані «Сєпар» 31 серпня 2018 року.

## Життєпис
Народився 26 червня 1976 року в Донецьку в родині шахтаря Володимира Захарченка. Батько за національністю — українець, мати Тамара Захарченко — росіянка.
Закінчив середню загальоноосвітню школу № 4 в Донецьку.
Згідно з біографічними даними з російських джерел, закінчив Донецький технікум промислової автоматики (з відзнакою), працював на шахті гірничим, електромеханіком, займався бізнесом. Навчався в Донецькому юридичному інституті МВС України, але був виключений за алкоголізм..
Журналістське розслідування видання «Інсайдер» наводить факти тривалої співпраці Захарченка з Партією регіонів. 2006 року обіймав посаду директора ТОВ «Торговий дім „Континент“», що належала олігарху Рінату Ахметову.
Крім того, Захарченко був співзасновником донецького ТОВ «Дельта-форт». Ця компанія існує і нині, але у складі засновників залишився лише Тернавський. Офіційно в «Дельта-форт» широкий профіль діяльності — від видання книг до гуртової торгівлі продовольством, алкоголем і тютюном. Серед партнерів Захарченка — Олег Денисенко, який 2003 року працював помічником заступника міського голови Донецька, а 2004-го — помічником радника віцепрем'єр-міністра України.

### Психічне обстеження у Харкові
2010 року Захарченко проходив обстеження в Харківському обласному центрі медико-соціальної експертизи. Там йому була присвоєна II група інвалідності з психічного захворювання. У документі медичного центру наголошується «стійкі незворотні психічні розлади». Було призначено лікування в стаціонарі Харківської обласної психіатричної лікарні № 3. У довідці також наголошується, що дії хворого «несуть загрозу навколишнім». Роки 2010—2013 були згодом вилучені з офіційної російської біографії Захарченка. 2013 року він знову з'явився в ЗМІ — вже як активіст харківської проросійської організації «Оплот».

### Російсько-українська війна
Під час проросійських виступів на сході України керував донецьким відділенням харківського бійцівського клубу «Оплот». 16 квітня 2014 року очолив групу з 7 бойовиків, які зайняли будівлю Донецької міської адміністрації. Керував «Оплотом» до 7 липня 2014 року.
У травні 2014 був призначений «військовим комендантом» захопленого бойовиками Донецька. Згодом в липні того ж року призначений на посаду «заступника міністра внутрішніх справ ДНР» зі званням майора міліції. У складі «Оплота» брав участь в атаках на Донецький аеропорт, контрольований українськими військами. У червні 2014 року отримав поранення в ході тих боїв.
7 серпня 2014 року змінив на посаді голову ради міністрів «ДНР» Олександра Бородая.

#### Вторгнення російських регулярних військ
11 серпня 2014 року Олександр Захарченко зробив заяву, що «підрозділи ДНР готові до наступальних дій», і що найближчими днями розпочнеться «широкий, нормальний наступ». Російські новинні ресурси поширили інформацію, що в «ополчення і самооборони» з'явилося понад 200 одиниць бронетехніки, що буде використана в ході анонсованого «контрнаступу». У ніч із 12 на 13 вересня батальйонні тактичні групи 17-ї мотострілецької та 18-ї мотострілецької бригад Збройних сил РФ перетнули кордон в районі Маринівки та Степанівки.

#### Бої за Іловайськ
24 серпня зранку Олександр Захарченко оголосив про «масштабний наступ за всіма напрямками». Того ж ранку колона зі 100 одиниць бойової техніки російських військ висунулась від державного кордону, оточуючи українські сили під Іловайськом.

#### Бої за Дебальцеве
У січні 2015 року відновилися атаки бойовиків на контрольоване українськими військовими місто Дебальцеве. З метою припинення жорстоких боїв 11 лютого у Мінську відбулася зустріч лідерів «нормандської четвірки», результатом якої стало підписання Комплексу заходів щодо виконання Мінського протоколу учасниками «мінського процесу». Також під документом поставили підписи ватажок ДНР Захарченко та ЛНР Плотницький без зазначення їхніх посад.
Попри те, що відповідно до підписаної угоди повний режим тиші мав бути встановлений на лінії зіткнення з опівночі 15 лютого, бої за Дебальцеве тривали, доки українська армія була змушена полишити місто та його околиці під тиском російських військ та бойовиків; Захарченко заявив, що врегулювання припинення боїв на дебальцевському напрямку не є предметом підписаних угод. Сам Захарченко був поранений перебуваючи у Дебальцевому під час боїв.

#### Голова маріонеткової республіки
3 листопада, після нелегітимних та сфальсифікованих виборів у ДНР, невизнана ЦВК республіки оголосила, що Захарченко одержав перемогу: за нього віддали голоси 765 тисяч осіб, що становило близько 75 % виборців. 4 листопада в Донецькому музично-драматичному театрі відбулася інавгурація, в ході якої, за словами очевидців, Захарченко склав присягу та отримав від голови ЦВК ДНР Романа Лягіна посвідчення глави ДНР. Отримав два Георгіївські хрести ДНР.

#### Порушення прав людини
Під час війни на Донбасі було багато випадків насильницьких зникнень на окупованій Росією території. 22 січня 2015 року Захарченко сказав, що його війська щодня затримували до п'яти «українських підривників» у віці від 18 до 35 років. 2 червня 2017 був викрадений журналіст Станіслав Асєєв.
16 липня 2017 бойовики повідомили, що блогер затриманий за звинуваченням в «шпигунстві». Amnesty International вимагала від Захарченка звільнення журналіста.

### Смерть

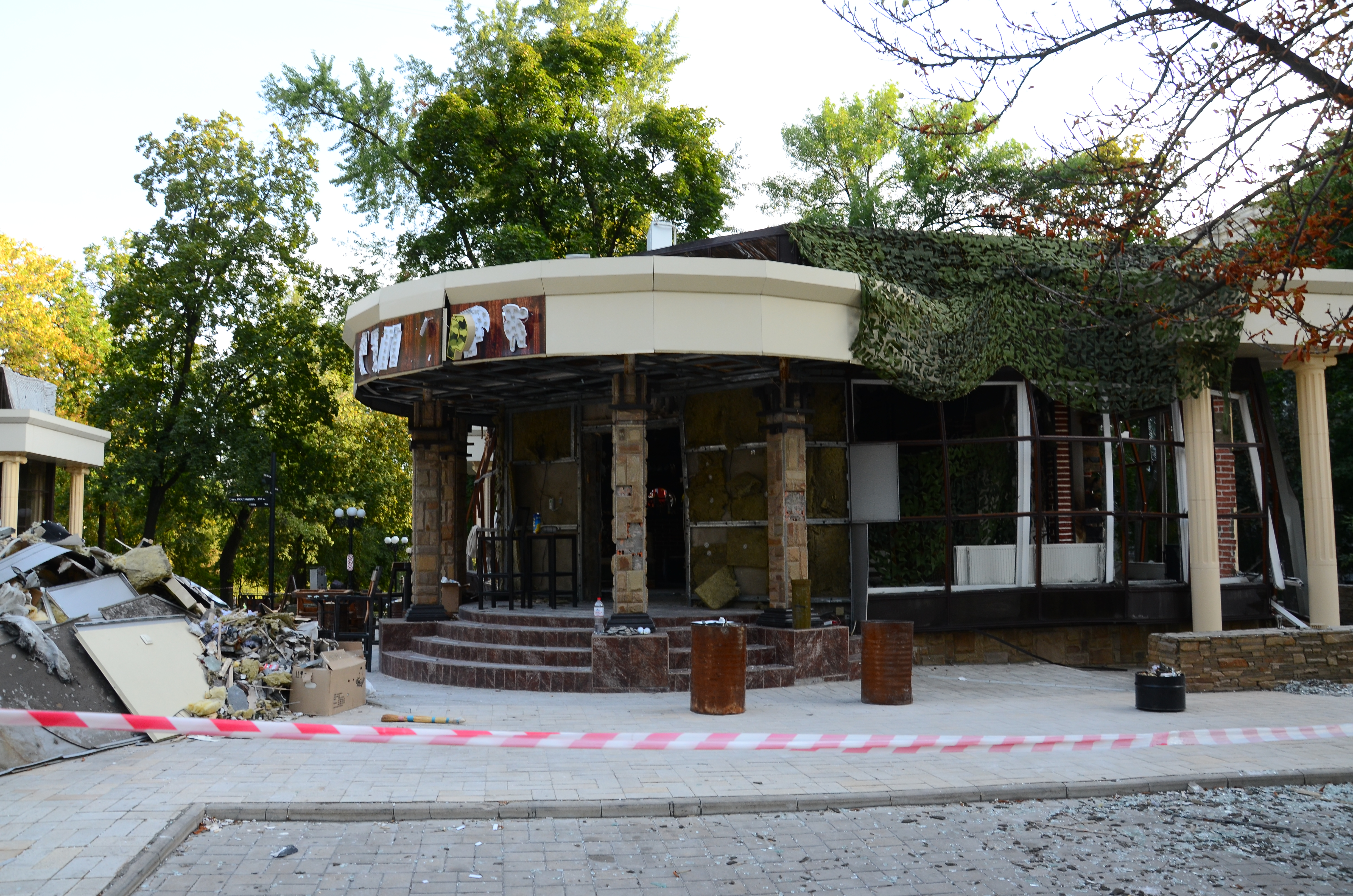
Кафе «Сєпар» за 5 днів після загибелі Захарченка.

Загинув 31 серпня 2018 року внаслідок вибуху у ресторані «Сєпар» на бульварі Пушкіна в Донецьку. Під час вибуху отримав черепно-мозкову травму не сумісну з життям. Було також поранено міністра доходів та зборів ДНР Олександра Тимофєєва («Ташкент») та ще двох осіб. Спершу повідомлялося про загибель Ташкента, проте звістка не підтвердилася. Ще одним загиблим виявився охоронець Захарченка. Подія відбулась у день жалоби щодо смерті Йосипа Кобзона. Кафе належало голові охорони Захарченка. У смерті Захарченка місцеві колаборанти звинувачують двох затриманих «українських диверсантів» та особистого охоронця Захарченка, який зник з місця пригоди. За неточними відомостями, вибуховий пристрій знаходився у ліхтарі, який був біля столу, а основні поранення були отримані в голову, смерть настала в лікарні.

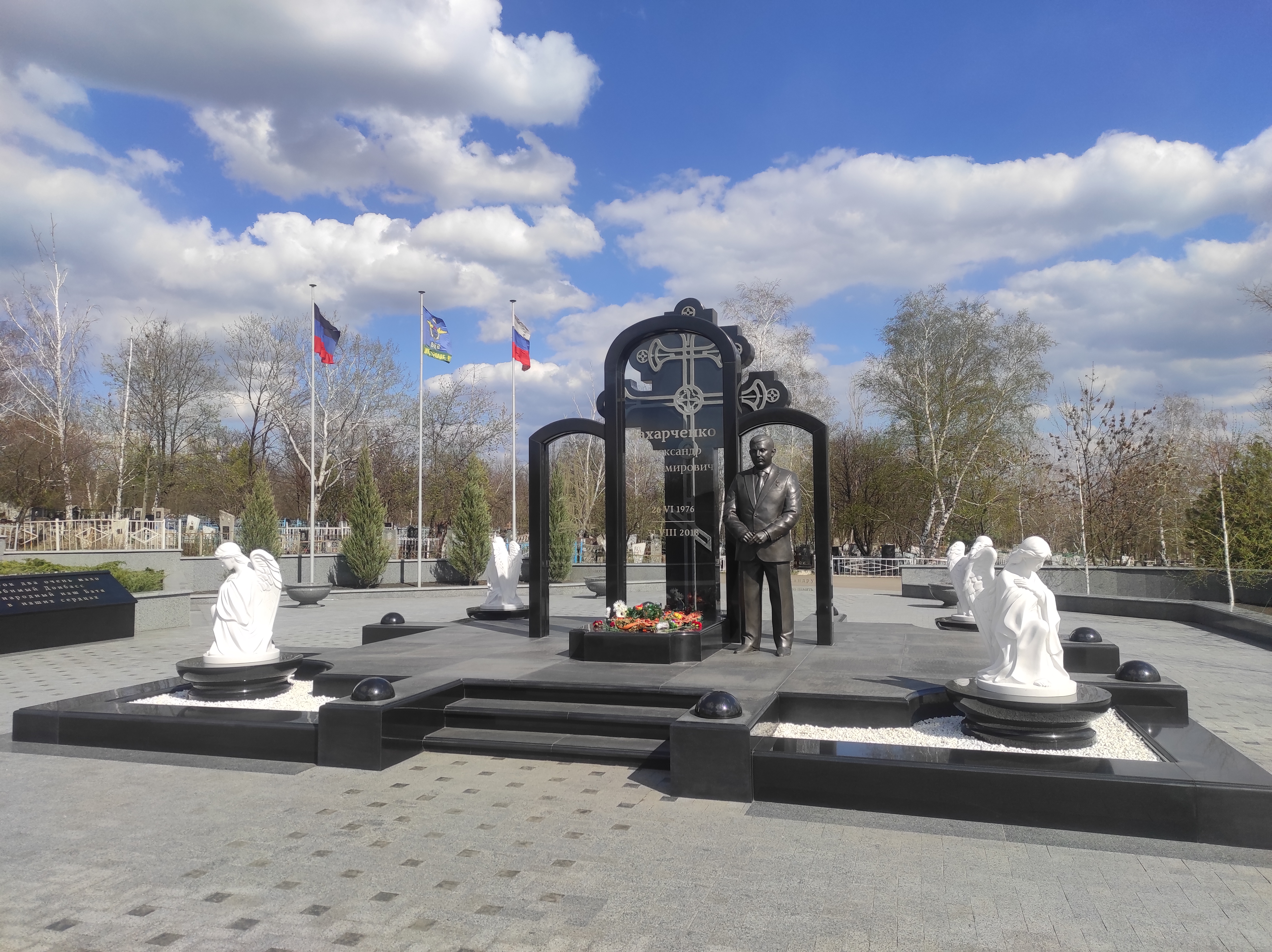
Пам'ятник на місці поховання терориста Олександра Захарченка у Донецьку

#### Реакція
- Слідчий комітет РФ, незважаючи на те, що подія відбулася в Україні, порушив кримінальну справу у зв'язку з убивством Захарченка за статтею «акт міжнародного тероризму».[33][34]
- Свої співчуття висловив президент РФ Володимир Путін, назвавши Захарченка «патріотом Донбасу», звинувативши вбивць у «тероризмі» та неповазі до мешканців південного сходу.[35]
- МЗС РФ звинуватило в організації замаху на нього Україну.[36][37]
- В СБУ зазначили, що Захарченко міг стати жертвою кримінальних конфліктів всередині ДНР або російських спецслужб.[38]
- Смерть Захарченка підтвердив керівник апарату СБУ Ігор Гуськов та прессекретар ватажка ДНР Олена Алексєєва.[39]
- Співчуття висловили президент російської маріонеткової держави Південна Осетія Анатолій Бібілов,[40] керівник окупованого Криму Сергій Аксьонов[41], глава Чечні Рамзан Кадиров,[42] депутат Держдуми РФ Наталія Поклонська.

#### Оцінки
- Спікер Держдуми РФ В'ячеслав Володін заявив, що вбивство Захарченка «обнуляє» сенс Мінських домовленостей.[43][44]

#### Наслідки
31 серпня пост глави ДНР зайняв поплічник Захарченка, віцепрем'єр Дмитро Трапезніков.
7 вересня 2018 року з'явилося повідомлення, що генпрокуратура республіки визнала призначення Трапезнікова нелегітимним. Пост глави ДНР обійняв Денис Пушилін. Того ж дня повідомили, що в.о. заступника Голови «Ради міністрів ДНР» Олександр Тимофєєв утік до Росії. Втекли також радник Захарченка Олександр Казаков, віцепрем'єр «республіки» Катерина Матющенко та сам Дмитро Трапезніков.
Новим ватажком ДНР в 20 листопада 2018 став Денис Пушилін.

## Реакція

### Україна
26 листопада 2014 радник голови СБУ Маркіян Лубківський повідомив, що Захарченко є фігурантом кримінальних проваджень за підозрою у вчиненні злочину, передбаченого статтею 258-3 КК України «Створення терористичної групи чи терористичної організації» та інших особливо тяжких злочинів. Окрім того, Захарченко є основним підозрюваним у справі про загибель мирних жителів під Волновахою внаслідок теракту.
19 січня 2015 року ГПУ звернулась до Інтерполу з проханням оголосити Захарченка у міжнародний розшук.
30 травня 2016 року генпрокурор Луценко заявив, що кримінальна справа стосовно Захарченко досі не передана до українського суду, бо прокуратура не змогла зібрати доказів його вини: «Ви будете сміятися, але справу лідера ДНР Олександра Захарченка не можна передавати до суду, ГПУ не змогла зібрати фактів».
8 лютого 2017 року Апеляційний суд міста Києва надав дозвіл строком 6 місяців на затримання Захарченко за підозрою в участі у діяльності терористичної організації.

### Європейський Союз
16 лютого 2015 року Захарченко потрапив до списку 19 осіб, щодо яких ЄС запровадив санкції.

## Особисте життя
Був одружений з Наталією Гладковою, виховував чотирьох синів. За повідомленнями ЗМІ це був його другий шлюб, проте про перший офіційна інформація відсутня.

## Заяви
- 24 січня 2015 Захарченко заявив про початок наступу на Маріуполь[58][59]. Проте він відмовився від власних заяв після того, як російськими терористами були обстріляні житлові квартали в східній частині Маріуполя.
- 15 лютого, незважаючи на підписані ним же Мінські домовленості, Захарченко заявив про свій намір «взяти Харків у будь-якому випадку»[60].

## Факти
У столиці Чечні місті Грозному одну з вулиць назвуть на честь загиблого у 2018 році сепаратиста, ватажка незаконного збройного угруповання «ДНР» Олександра Захарченка. Про це у своєму телеграм-каналі повідомив голова Рамзан Кадиров.
Губернатор Сахалінської області Василь Лимаренко у понеділок, 9 травня, повідомив про те, що вулицю в новому мікрорайоні Южно-Сахалінська також буде названо на честь Захарченка.
Голова Хабаровського краю Михайло Дегтярьов заявив, що вулиця імені Захарченка з'явиться у Комсомольську-на-Амурі.
Також вулиця з'явиться у Якутську.

## Вшанування

#### Згідно українського законодавства ці рішення є незаконними
2019 року в окупованому Донецьку з'явилася площа Олександра Захарченка.
2020 року у окупованому місті Сімферополь з'явилася вулиця Олександра Захарченка.
2022 року у окупованому місті Мелітополь вулицю Незалежності перейменували на вулицю Олександра Захарченка.